# Juan Pablo Rodríguez
Juan Pablo Rodríguez Guerrero, plus connu sous le nom de Juan Pablo Rodríguez, né le 7 août 1979 à Zapopan au Mexique, est un footballeur international mexicain. 
Il joue au poste de milieu de terrain défensif avec le club de Santos Laguna.

## Carrière

### En club
- 1997-2003 : Atlas -  Mexique
- 2003-2006 : UAG Tecos -  Mexique
- 2006 : Chivas de Guadalajara -  Mexique
- Depuis 2007 : Santos Laguna -  Mexique

### En équipe nationale
43 sélections et 1 but avec  Mexique entre 2000 et 2006.

## Palmarès

### En club
- Avec Chivas de Guadalajara :
  - Champion du Mexique en 2006 (Apertura).

- Avec Santos Laguna :
  - Champion du Mexique en 2008 (Clausura).

### En sélection
- Avec l'équipe du Mexique :
  - Vainqueur de la Gold Cup en 2003.
  - Finaliste de la Copa América en 2001.